# Abbie McManus
Abbie McManus, née le 14 janvier 1993 à Prestwich, est une footballeuse internationale anglaise évoluant au poste de défenseuse à Leicester City.

## Biographie
Le 2 mars 2018, elle fait ses débuts pour l'équipe anglaise lors d'un match contre l'équipe de France (victoire 4-1).
En mai 2019 elle signe pour le club de Manchester United fraichement promu en Women's Super League.
Le 27 juillet 2021, elle rejoint Leicester City.

## Palmarès
Manchester City
- WSL1 en 2016
- WSL Cup en 2014, 2016 et 2018-19
- FA Cup en 2017